# Trichoniscus neapolitanus
Trichoniscus neapolitanus is een pissebed uit de familie Trichoniscidae. De wetenschappelijke naam van de soort is voor het eerst geldig gepubliceerd in 1952 door Karl Wilhelm Verhoeff.